# Crab Orchard (Illinois)
Crab Orchard es un lugar designado por el censo ubicado en el condado de Williamson en el estado estadounidense de Illinois. En el Censo de 2010 tenía una población de 333 habitantes y una densidad poblacional de 89,91 personas por km².

## Geografía
Crab Orchard se encuentra ubicado en las coordenadas 37°43′25″N 88°48′37″O / 37.72361, -88.81028. Según la Oficina del Censo de los Estados Unidos, Crab Orchard tiene una superficie total de 3.7 km², de la cual 3.61 km² corresponden a tierra firme y (2.45%) 0.09 km² es agua.

## Demografía
Según el censo de 2010, había 333 personas residiendo en Crab Orchard. La densidad de población era de 89,91 hab./km². De los 333 habitantes, Crab Orchard estaba compuesto por el 96.4% blancos, el 0.3% eran afroamericanos, el 0.3% eran amerindios, el 0.9% eran asiáticos, el 0% eran isleños del Pacífico, el 0.3% eran de otras razas y el 1.8% pertenecían a dos o más razas. Del total de la población el 0.9% eran hispanos o latinos de cualquier raza.